# 卢塞纳德尔普埃尔托
卢塞纳德尔普埃尔托，是西班牙安达卢西亚自治区韦尔瓦省的一个市镇。总面积69平方公里，总人口2113人（2001年），人口密度31人/平方公里。